# Palestijnse presidentsverkiezingen 2005
De Palestijnse presidentsverkiezingen 2005 werden gehouden op 9 januari 2005, in de Gazastrook en de Westelijke Jordaanoever. Het waren de eerste verkiezingen sinds 1996. De Palestijnen kozen PLO-leider Mahmoud Abbas tot de nieuwe president van de Palestijnse Autoriteit. Hij volgde hiermee Yasser Arafat op, die op 11 november 2004 overleed.
Er waren zeven kandidaten voor de verkiezingen. Abbas kreeg in totaal 62% van de stemmen, en de andere grote kanshebber Mustafa Barghouti kreeg niet meer dan 20% van de stemmen. De rest kreeg nauwelijks stemmen. De verkiezingen werden geboycot door Hamas en de Islamitische Jihad. In de Gazastrook, waar Hamas erg machtig is, stemden ongeveer de helft van de kiezers maar.

## Voor de campagnes
Twee weken na de dood van Arafat nomineerde de Fatah-partij voormalig minister-president van de Palestijnse Autoriteit Mahmoud Abbas aan als haar kandidaat, ondanks dat hij niet erg populair is onder de Palestijnen. Het lid van de Palestijnse Wetgevende Raad en leider van de Fatah in de Westelijk Jordaanoever Marwan Barghouti, die in de gevangenis zit in Israël vanwege zijn deelname aan verschillende aanslagen tijdens de tweede intifada, stelde voor dat hij ook misschien kandidaat wilde zijn voor Fatah. Hij werd gezien als de enige kandidaat voor Abbas. Hij werd echter geen kandidaat namens de Fatah.
Vlak voordat de inschrijvingen werden gesloten, meldde Marwan Barghouti zich als kandidaat, maar trok zich terug op 12 december, na gesprekken met de vertegenwoordigers en de top van de partij. Met zijn terugtrekking werd Abbas gezien als de favoriet, en Barghouti als de tweede man. Peilingen gaven aan dat het verschil tussen Barghouti en Abbas erg klein was:
- Abbas 44% / Marwan Barghouti 46% (Peiling 1)
- Abbas 40% / Marwan Barghouti 38% (Peiling 2)
- Abbas 40% / Marwan Barghouti 22% (Peiling 3)

## Definitieve kandidaten
- Mahmoud Abbas - Fatah/Palestijnse Bevrijdingsorganisatie Voormalig premier en huidige voorzitter van de PLO.
- Abdel Halim al-Ashqar - Onafhankelijk
- Sayyid Barakah - Onafhankelijk
- Mustafa Barghouti - Onafhankelijk. Hoofd van het Palestijns Nationale Initiatief, en zijn kandidatuur werd gesteund door het Volksfront voor de Bevrijding van Palestina. Neef van Marwan Barghouti
- Taysir Khalid - Democratisch Front voor de Bevrijding van Palestina
- Bassam al-Salhi - Palestijnse Volkspartij
- Abdel Karim Shubeir - Onafhankelijk

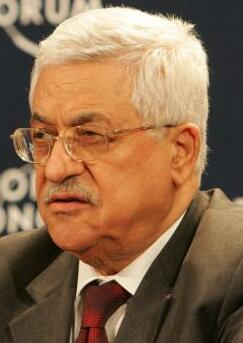
Mahmoud Abbas (Fatah)
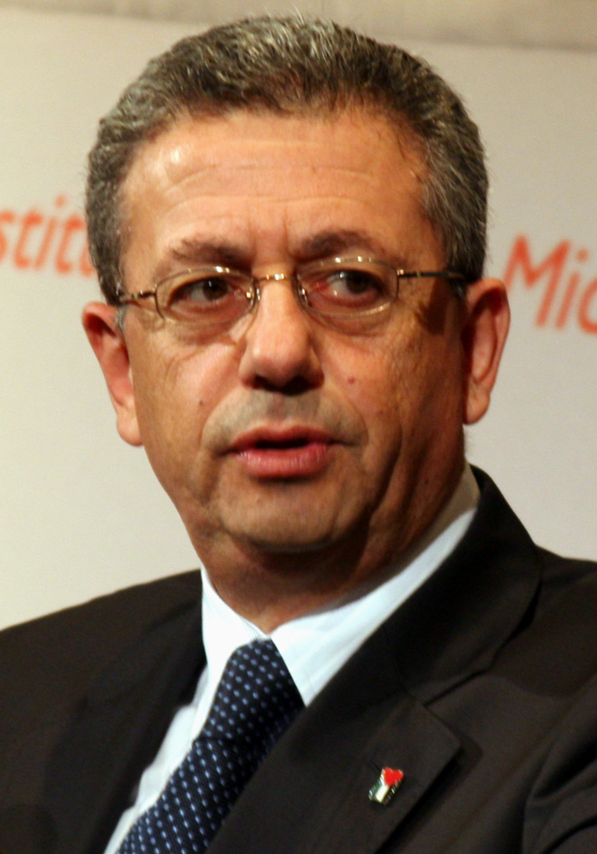
Mustafa Barghouti (Onafhankelijk)

## Resultaat
| Naam                                                               | Stemmen | Percentage |
| ------------------------------------------------------------------ | ------- | ---------- |
| Mahmoud Abbas - Fatah                                              | 501.448 | 62,52%     |
| Mustafa Barghouti - Onafhankelijk                                  | 156.227 | 19,48%     |
| Taysir Khald - Democratisch Front voor de Bevrijding van Palestina | 26.848  | 3,35%      |
| Abdel Halim al-Ashqar - Onafhankelijk                              | 22.171  | 2,76%      |
| Bassam al-Salhi - Palestijnse Volkspartij                          | 21.429  | 2,67%      |
| Sayyid Barakah - Onafhankelijk                                     | 10.406  | 1,30%      |
| Abdel Karim Shubeir - Onafhankelijk                                | 5.717   | 0,71%      |
| Niet-geldige stemmen                                               | 30.672  | 3,82%      |
| Blanco stemmen                                                     | 27.159  | 3,39%      |
| Totaal                                                             | 802,077 | 100,0%     |

## Reacties op de uitslag
De Amerikaanse president George Bush zei dat de verkiezingen een essentiële stap naar een Palestijnse staat is, en beloofde de nieuwe president te zullen steunen in het vredesproces met Israël. De Israëlische premier Ariel Sharon feliciteerde Abbas per telefoon, vlak nadat de uitslagen bekend werden gemaakt. De Europese Unie prees ook de verkiezingen, en de president van de Europese Commissie, José Manuel Barroso, omschreef de verkiezingen als "een belangrijke stap naar een democratische Palestijnse staat".